# Hedysarum turczaninovii
Hedysarum turczaninovii är en ärtväxtart som beskrevs av Galina A. Peschkova. Hedysarum turczaninovii ingår i släktet buskväpplingar, och familjen ärtväxter. Inga underarter finns listade i Catalogue of Life.

## Bildgalleri

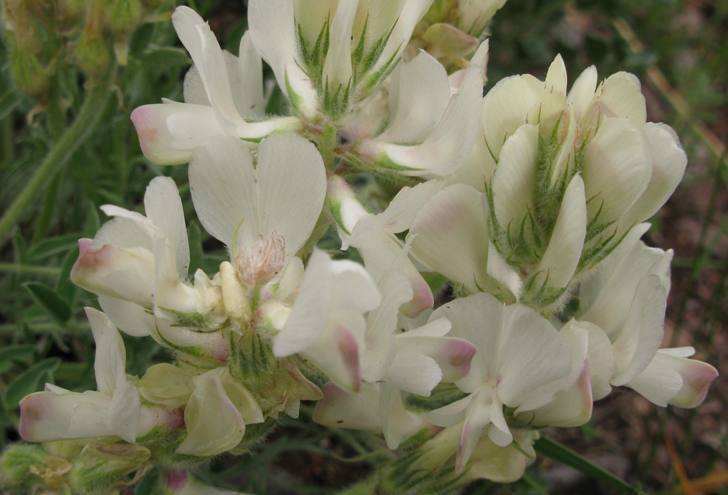